# Józef Głowacki (1829–1893)
Józef Głowacki (ur. 2 kwietnia 1829 w Niepokojczycach, zm. 27 czerwca 1893 w Wilnie) – polski duchowny ewangelicko-reformowany, superintendent wileński w latach 1880–1893 i superintendent generalny Jednoty Litewskiej w latach 1891–1893, wcześniej nauczyciel greki i łaciny w gimnazjum w Słucku.  
Jego ojcem był Bogusław Głowacki, pastor w Niepokojczycach, matką – Emilia z domu Mozes, siostra pastora z Królestwa Polskiego, Jana Teodora Mozesa. Józef kształcił się w gimnazjum słuckim, a następnie ukończył studia na uniwersytecie w Dorpacie.
W 1854 roku został ordynowany na diakona i zatrudniony jako nauczyciel greki, łaciny i religii w słuckim gimnazjum. W 1855 synod w Birżach ordynował go na pastora; Głowacki pozostał w Słucku i w dalszym ciągu uczył łaciny. W tym czasie miał też pod opieką parafię w Raśnej.
W roku 1853 został pastorem w Kiejdanach, a następnie, w roku 1867, po przeniesieniu do Raśnej został mianowany konseniorem grodzieńskim. W 1874 roku został konseniorem wileńskim, w 1877 roku przeniósł się do Wilna, obejmując stanowisko kaznodziei wileńskiego. Zajmował się także biblioteką synodu, porządkując  zbiory i tworząc ich katalog kartkowy. Korespondował z Karolem Estreicherem, przesyłając mu informacje o publikacjach będących w zbiorach biblioteki.  
27 czerwca 1880 roku został ordynowany na superintendenta wileńskiego, a w lipcu 1891 roku, po śmierci Konstantego Moczulskiego, wybrano go na urząd superintendenta generalnego, którym pozostał aż do śmierci 27 czerwca 1893 roku.  
W 1884 roku został odznaczony orderem Świętego Stanisława II klasy, co mogło się wiązać z postawą niesprzyjającą powstaniu styczniowemu i przeciwną poparciu go przez część duchowieństwa Jednoty. Otrzymał też kilka innych rosyjskich odznaczeń, m.in. Złoty Krzyż dla duchowieństwa w 1892 roku.  
Był żonaty z Elwirą Anielą z domu Reczyńską, miał dwóch synów i córkę.